# دايفيد جاي كيم
دايفيد جاي كيم (بالإنجليزية: David J. Kim)‏ هو شخصية أعمال أمريكي، ولد في 6 مارس 1979 في بالتيمور في الولايات المتحدة.